# Faial da Terra
Faial da Terra é uma freguesia portuguesa do município da Povoação, na ilha de São Miguel, Região Autónoma dos Açores, com 12,69 km² de área e 342 habitantes (censo de 2021). A sua densidade populacional é 27 hab./km².

## Demografia
A população registada nos censos foi:
| Distribuição da População por Grupos Etários | Distribuição da População por Grupos Etários | Distribuição da População por Grupos Etários | Distribuição da População por Grupos Etários | Distribuição da População por Grupos Etários |
| -------------------------------------------- | -------------------------------------------- | -------------------------------------------- | -------------------------------------------- | -------------------------------------------- |
| Ano                                          | 0-14 Anos                                    | 15-24 Anos                                   | 25-64 Anos                                   | > 65 Anos                                    |
| 2001                                         | 77                                           | 59                                           | 165                                          | 76                                           |
| 2011                                         | 66                                           | 49                                           | 177                                          | 67                                           |
| 2021                                         | 35                                           | 46                                           | 180                                          | 81                                           |

## Atividades económicas
As principais atividades económicas são a agro-pecuária e o comércio.

## Festas
Nossa Senhora da Graça (2.º domingo de setembro), cuja imagem se encontra na Igreja de Nossa Senhora da Graça Impérios do Divino Espírito Santo, Ascensão, Trindade e S. João

## Património
A Igreja de Nossa Senhora da Graça, Ermida de Nossa Senhora de Lurdes (gravemente atingida pelo abalo de terra de 5 de julho de 1932), Fontanários, Coreto e Busto a Padre Elias.

## Locais a visitar
Faial da Terra tem muitos pontos de interesse: Moinhos de Água, Miradouro da Ermida, Antigo Porto de Pesca da Baleia, Lugar do Sanguinho e Cascata do Salto do Prego

## Gastronomia
Para além das receitas de carne e peixe que se podem dizer "açorianas", Faial da Terra oferece: Fervedouro, molho de fígado, sopas do Espírito Santo, papas grossas, bolo da sertã, torresmos, morcela e chouriço e a sopa de tomate da Tia Conceição.

## Artesanato
A freguesia de Faial da Terra apresenta expressões artesanais muito ricas e de diversas origens: cestaria de vime, rendas, bordados e artefactos em madeira

## Colectividades
Tem a Sociedade Musical “Sagrado Coração de Jesus” e Grupo Desportivo de Faial da Terra

## Freguesias próximas
- Água Retorta, a este-nordeste;
- Povoação, a noroeste;
- Furnas, a oeste.